# Shū Abe
Shū Abe (japanisch 阿部 嵩 Abe Shū; * 7. Juni 1984 in der Präfektur Osaka) ist ein japanischer Fußballspieler.

## Karriere
Abe erlernte das Fußballspielen in der Universitätsmannschaft der Ryūtsū-Keizai-Universität. Seinen ersten Vertrag unterschrieb er 2007 bei Kashiwa Reysol. Der Verein spielte in der höchsten Liga des Landes, der J1 League. Für den Verein absolvierte er zwei Erstligaspiele. 2009 wechselte er zum Zweitligisten Avispa Fukuoka. Für den Verein absolvierte er 20 Ligaspiele. Danach spielte er bei Zweigen Kanazawa und FC Machida Zelvia. Ende 2013 beendete er seine Karriere als Fußballspieler.

## Erfolge
Kashiwa Reysol
- Kaiserpokal

Finalist: 2008